# Georges Robineau
Charles Georges Robineau, né le 1er juillet 1860 à Bar-le-Duc et mort le 9 avril 1927 à Paris 17e, est un haut fonctionnaire français qui fut gouverneur de la Banque de France.

## Biographie

### Jeunesse et études
Fils d'Ernest Eugène Casimir Robineau, notaire à Bar-le-Duc, et d'Hélène Léonie Morel, Georges Robineau poursuit des études de droit en compagnie de Raymond Poincaré. Il obtient sa licence de droit en 1885.

### Parcours professionnel
Il se tourne vers le journalisme.
Le 26 décembre 1887, il entre à la Banque de France comme inspecteur, puis devient directeur général de l'escompte de 1902 à 1920.
Le 25 août 1920, il est nommé gouverneur de la Banque de France en remplacement de Georges Pallain, démissionnaire. Il est alors le premier gouverneur de la banque centrale à être issu de ses rangs. Il conservera ce poste jusqu'au 26 juin 1926.
Il existe une place Georges-Robineau à Bar-le-Duc.

## Sources
- Olivier Arquinet, Georges Robineau, gouverneur de la Banque de France du 25 août 1920 au 26 juin 1926, maîtrise, Université Paris X, 1997